# Zoja Krasnowa
Zoja Ignatjewna Krasnowa (ros. Зо́я Игна́тьевна Красно́ва; ur. 12 maja 1938 we wsi Popowka w Baszkirskiej ASRR, zm. 16 stycznia 2014 w Saławacie) – pracownica Saławackiego Kombinatu Naftowo-Chemicznego, Bohater Pracy Socjalistycznej (1975).

## Życiorys
Skończyła 9 klas szkoły w Ufie, od 1957 pracowała w warsztacie krawieckim, a 1958-1960 była szwaczką w Saławackiej Fabryce Krawickiej, później uczennicą maszynisty i maszynistką w Saławackim Kombinacie Naftowo-Chemicznym. Dzięki jej wkładowi w pracę kombinatu podczas IX Planu Pięcioletniego (1971-1975) Saławacki Kombinat Naftowo-Chemiczny znacznie zwiększył produkcję karbamidu (mocznika).
Od 5 marca 1976 do 23 lutego 1981 była członkinią Centralnej Komisji Rewizyjnej KPZR, a od 3 marca 1981 do 25 lutego 1986 zastępczynią członka KC KPZR. Deputowana do Rady Najwyższej RFSRR IX i X kadencji (1975–1985). Została pochowana na Cmentarzu nr 3 w Saławacie.

## Odznaczenia
- Medal Sierp i Młot Bohatera Pracy Socjalistycznej (16 czerwca 1975)
- Order Lenina (16 czerwca 1975)
- Order Czerwonego Sztandaru Pracy (20 kwietnia 1971)